# Nachal Ešchar
Nachal Ešchar (hebrejsky: נחל אשחר) je krátké vádí v Horní Galileji, v severním Izraeli.
Začíná v nadmořské výšce přes 350 metrů, v mírně zvlněné krajině jihovýchodně od vesnice Manot a východně od obce Neve Ziv. Směřuje pak postupně se zahlubujícím údolím se zalesněnými svahy k severozápadu. Na jižním okraji obce Manot potom zleva ústí do vádí Nachal Ša'al.